# کیرشبرگ ان در مور
کیرشبرگ ان در مور (به آلمانی: Kirchberg an der Murr) یک شهر در آلمان است که در رمس-مور واقع شده‌است. کیرشبرگ ان در مور ۳٬۶۶۸ نفر جمعیت دارد.